# Luis María Argaña
Pour les articles homonymes, voir Argana (homonymie).
Luis María Argaña, né le 3 octobre 1932 à Asunción et mort assassiné le 23 mars 1999 dans la même ville, est un juriste et un homme politique paraguayen.

## Biographie
Diplômé en droit et sciences sociales de l'Université nationale d'Asunción (1958), il enseigne à l'université, exerce comme juge et se fait élire à la Chambre des députés pendant la dictature d'Alfredo Stroessner. 
Il devient un grand propriétaire terrien, acquérant frauduleusement des milliers d'hectares de terre.  
De 1983 à 1988, il est président de la Cour suprême du Paraguay, puis sert comme ministre des Affaires étrangères de 1989 à 1990.
En 1993, il échoue à se porter candidat à l'élection présidentielle pour le parti Colorado. En 1998, il perd à nouveau les primaires contre le général Lino Oviedo, mais celui-ci est emprisonné avant l'élection pour son implication dans le coup d'État de 1996. En conséquence, Argaña devient candidat à la vice-présidence aux côtés de Raúl Cubas. Le 15 août 1998, Cubas est élu président et Argaña devient vice-président.

## Mort
Il est assassiné quelques mois plus tard, en mars 1999, alors que Cubas est sur le point d'être destitué, ce qui aurait permis à Argaña de devenir président. En octobre de la même année, les assassins sont arrêtés et condamnés à de longues peines. Ils déclarent que l'assassinat d'Argaña a été commandité par Cubas et Oviedo. 